# Georg von Schönerer
Georg Ritter von Schönerer, född 17 juli 1842 i Wien, död 14 augusti 1921 på Schloss Rosenau i Niederösterreich, var en österrikisk politiker. Han var starkt präglad av antisemitism och utövade starkt inflytande på den unge Adolf Hitler. 
Schönerer innehade från 1869 ett stort gods i Niederösterreich och invaldes 1873 i riksrådets deputeradekammare. Där anslöt han sig först till Tyska framstegspartiet, men började 1878 propagera för Österrikes anslutning till Tyska riket, riktade sig skarpt mot slaverna inom monarkin och bedrev även en högljudd antisemitisk agitation. Då han 1888 med våld trängde in på den judeliberala tidningen "Neues Wiener Tage-Blatts" redaktionslokal med anledning av en i tidningen förekommande förhastad uppgift, att kejsar Vilhelm I avlidit, dömdes han till fängelsestraff och förlust av riksrådsmandatet samt av sin adelstitel. Han valdes 1897 åter till deputerad och var länge en av den alltyska gruppens ledande män. Han anslöt sig med iver till "Lös-från-Rom-rörelsen" och övergick själv till protestantismen. Vid 1907 års val till deputeradekammaren föll han igenom. Förutom i tal kämpade han för sina alltyska och antisemitiska idéer i tidskriften "Unverfälschte Deutsche Worte".